# Kağızman
Kağızman (en arménien Կաղզվան, Kaghzvan) est une ville et un district de la province de Kars dans la région de l'Anatolie orientale en Turquie.

## Personnalités liées à la commune
- Leonardo Bounatian-Benatov (1889-1972) : peintre russe, y est né.